# Музей Энди Уорхола
Музей Энди Уорхола (англ. The Andy Warhol Museum) — поп-арт-музей, в городе Питтсбург, США, посвящённый жизни и творчеству Энди Уорхола. Крупнейший музей в США, посвящённый одному деятелю искусства.

## История
Первые планы о создании этого музея были озвучены в октябре 1989 года, спустя два с половиной года после смерти Уорхола. В начале 1993 года был назначен первый директор будущего музея — им стал Томас Армстронг, директор Музея американского искусства Уитни в 1974—1990 годах. Под здание музея решили использовать промышленный склад 1913 года постройки по адресу Сэндаски-Стрит д. 117, на ремонт и переоборудование которого ушло 12 миллионов долларов.
Музей был открыт 13 мая 1994 года, и за первый уикэнд его посетили около 25 тысяч человек. 1 марта 1995 года Томас Армстронг уволился с поста директора музея.
Одна из ключевых сцен фильма «Слишком крута для тебя» (2010) происходит в Музее Энди Уорхола.

## Описание
Площадь музея составляет 8200 м², он занимает семь этажей, состоит из 17 регулярно перестраиваемых галерей. Посетителям представлено около 900 картин и рисунков Уорхола, 77 скульптур, 4000 фоторабот, личная переписка, более 4350 видео- и киноработ, более 30 его париков и прочее. С 1996 года состоялось 56 выездных экспозиций, которые посетили 8 900 000 человек в 153 городах разных стран. Штат музея составляет 73 человека.